# Jorawar Singh
Jorawar Singh (ur. 7 lipca 1951) – indyjski koszykarz, uczestnik Letnich Igrzysk Olimpijskich 1980.
Na olimpiadzie rozegrał 7 spotkań. Razem z drużyną zajął ostatnie 12 miejsce. Zdobył:
- 10 punktów,
- 3 zbiórki,
- 1 przechwyt,
- 1 blok[1].